# Championnats d'Europe de tennis de table 2003
Navigation
Édition précédente Édition suivante
Les championnats d'Europe de tennis de table 2003, vingt-quatrième édition des championnats d'Europe de tennis de table, ont lieu du 29 mars au 6 avril 2003 à Courmayeur, en Italie.
Le titre est remporté par Vladimir Samsonov.